# Амир Карић
Амир Карић (Ораховица Доња, 31. децембар, 1973) је фудбалски тренер и бивши је словеначки фудбалер. Првенствено је играо на позицији левог бека а играо је и на позицији везног.

## Каријера
Током каријере играо је за Рудар Велење, Марибор, Железничар Марибор, Копар, Олимпија Љубљана и многе друге клубове.
После импресивних наступа на Европском првенству 2000. године, Карића је у енглески фудбал довео Ипсвич Таун у августу 2000. године за 700.000 фунти.
Његово учешће у Ипсвичу било је ограничено на три утакмице у Лига купу пре него што је послат на позајмицу у Кристал Палас у марту 2001, где је одиграо само три меча. Његова позајмица у Паласу је тада прекинута и играч се вратио у Ипсвич. Каричев уговор у Ипсвичу споразумно је раскинут у октобру 2002. године.
После тога је играо за Москву. У сезони 2005/06 играо је за кипарски тим Анортозис. Током каријере играо је још и за Рудар Велење, АЕЛ Лимасол, Гамба Осаку.

## Репрезентација
Карић је за репрезентацију Словеније дебитовао у мају 1996. у пријатељској утакмици против Уједињених Арапских Емирата, где је постигао и свој први и једини гол за репрезентацију. У међународној каријери од 1996. до 2004. уписао је 64 наступа за национални тим.
Са Словенијом је играо на УЕФА Европском првенству 2000. и у квалификацијама за Светском првенству 2002. године.

## Статистика
| Словенија | Словенија | Словенија |
| Год.      | Ута.      | Гол.      |
| --------- | --------- | --------- |
| 1996      | 3         | 1         |
| 1997      | 5         | 0         |
| 1998      | 3         | 0         |
| 1999      | 9         | 0         |
| 2000      | 11        | 0         |
| 2001      | 7         | 0         |
| 2002      | 11        | 0         |
| 2003      | 8         | 0         |
| 2004      | 7         | 0         |
| Укупно    | 64        | 1         |